# Juan Elías González Romo y de Vivar
Juan Crisóstomo Elías González Romo y de Vivar (n. Banámichi, Sonora, 26 de enero de 1779 - f. Arizpe, Sonora, 28 de marzo de 1869) Presbítero y educador. Nació en el pueblo de Banamichi en 1779. Fue hermano de Rafael Elías González, que fue gobernador del Estado de Sonora y de Simón Elías González que fue gobernador del Estado de Occidente y también gobernador del Estado de Chihuahua así como de José María Elías González que fue un reconocido militar y también gobernador de Sonora.
Hizo sus estudios sacerdotales en el seminario de la ciudad de Durango y recibió las órdenes el 18 de diciembre de 1804 de manos del señor obispo Francisco Gabriel de Olivares y Benito. En 1806 obtuvo plaza de capellán castrense del hospital militar de la ciudad de Arizpe, sirvió como maestro de educación primaria y secundaria y en septiembre fue nombrado cura párroco. En 1828 fue autorizado por dos años para confirmar. Permaneció en este encargo más de treinta años, fue diputado local en 1822 en la primera diputación provincial de Sonora-Sinaloa,[cita requerida] vocal de la Junta Departamental en 1835, en 1847 el señor obispo José Lázaro de la Garza y Ballesteros lo facultó por 5 años para impartir la confirmación y falleció en Arizpe en 1869 a la edad de 90 años.
Al vivir en el centro del poder político del Estado de Sonora como lo era la ciudad de Arizpe y ser hermano del Gobernador Rafael Elías González, figuró en dos ocasiones como diputado, siendo la primera vez en la primera diputación de la provincia de Sonora y Sinaloa así como diputado en el 1.er. Congreso Constitucional del Estado Interno de Occidente, siendo uno de los artífices en la formación de la primera constitución del Estado de Occidente.[cita requerida]